# Nemesia sinensis
Espèce
Nemesia sinensis est une espèce d'araignées mygalomorphes de la famille des Nemesiidae.

## Distribution
Cette espèce est endémique du Zhejiang en Chine,,. Elle se rencontre vers Ningbo.

## Description
La femelle holotype mesure 15 mm.

## Systématique et taxinomie
Cette espèce pourrait être une Cyrtaucheniidae pour Li et Zonstein en 2015.

## Étymologie
Son nom d'espèce, composé de sin[a] et du suffixe latin -ensis, « qui vit dans, qui habite », lui a été donné en référence au lieu de sa découverte, la Chine.

## Publication originale
- Pocock, 1901 : On some new trap-door spiders from China. Proceedings of the Zoological Society of London, vol. 1901, no 1, p. 207-215 (texte intégral).